# Beneath the Boardwalk
Beneath the Boardwalk é uma coletânea não-oficial da banda inglesa Arctic Monkeys. Esse nome é uma referência a um clube no qual a banda frequentemente tocou, "The Boardwalk". A coletânea é constituída por uma grande quantidade de faixas demo que foram lançadas anteriormente.
Beneath the Boardwalk estava disponível para download gratuitamente no site do fotógrafo amador Mark "The Sheriff" Bull.
A coletânea introduziu um grande número de pessoas à banda, antes do lançamento do primeiro álbum, Whatever People Say I Am, That's What I'm Not e ajudou a torná-lo o álbum vendido mais rapidamente em estreia na história do Reino Unido.
A coletânea não está mais disponível na página original, e precisa ser obtida a partir de outros sites ou redes de compartilhamento peer-to-peer.

## Faixas
1. "A Certain Romance"
2. "Bigger Boys and Stolen Sweethearts"
3. "Choo Choo"
4. "Cigarette Smoke" (posteriormente renomeado e lançado como "Cigarette Smoker Fiona" no EP Who The Fuck Are The Arctic Monkeys)
5. "Dancin' Shoes" (posteriormente renomeado para "Dancing Shoes")
6. "Fake Tales of San Francisco"
7. "Knock a Door Run"
8. "Mardy Bum"
9. "On the Run from the MI5"
10. "Riot Van"
11. "Scummy" (posteriormente renomeado para "When the Sun Goes Down")
12. "Still Take You Home"
13. "Wavin' Bye to the Train or the Bus"
14. "Bet You Look Good on the Dancefloor" (renomeado mais tarde para "I Bet You Look Good on the Dancefloor")
15. "Stickin' to the Floor"
16. "Space Invaders"
17. "Curtains Closed"
18. "Ravey Ravey Ravey Club"

Uma faixa que é muitas vezes erroneamente colocada junto com essas músicas é "From the Ritz to the Rubble" embora a primeira versão dessa música gravada foi disponível no EP Five Minutes with Arctic Monkeys, e não faz parte da seleção de Beneath the Boardwalk.